# Seznam dílů seriálu Joan z Arkádie
Toto je seznam dílů seriálu Joan z Arkádie. Americký televizní seriál Joan z Arkádie vysílala od 26. září 2003 do 22. dubna 2005 stanice CBS. Celkem vzniklo 45 dílů rozdělených do dvou řad.

## Přehled řad
| Řada | Díly | Premiéra v USA | Premiéra v USA  |
| Řada | Díly | První díl      | Poslední díl    |
| ---- | ---- | -------------- | --------------- |
| 1    | 23   | 26. září 2003  | 21. května 2004 |
| 2    | 22   | 24. září 2004  | 22. dubna 2005  |

## Seznam dílů

### První řada (2003–2004)
| Č. v seriálu | Č. v řadě | Název                             | Režie                      | Scénář            | Datum premiéry     | Produkční kód |
| ------------ | --------- | --------------------------------- | -------------------------- | ----------------- | ------------------ | ------------- |
| 1            | 1         | Pilot                             | Jack Bender a James Hayman | Barbara Hall      | 26. září 2003      | 100           |
| 2            | 2         | The Fire and the Wood             | James Hayman               | Hart Hanson       | 3. října 2003      | 101           |
| 3            | 3         | Touch Move                        | Josh Brand                 | Barbara Hall      | 10. října 2003     | 102           |
| 4            | 4         | The Boat                          | Kevin Dowling              | Randy Anderson    | 17. října 2003     | 103           |
| 5            | 5         | Just Say No                       | Steve Gomer                | Tom Garrigus      | 24. října 2003     | 104           |
| 6            | 6         | Bringeth It On                    | David Petrarca             | Joy Gregory       | 31. října 2003     | 105           |
| 7            | 7         | Death Be Not Whatever             | Peter Levin                | Barbara Hall      | 7. listopadu 2003  | 106           |
| 8            | 8         | The Devil Made Me Do It           | James Hayman               | Hart Hanson       | 14. listopadu 2003 | 107           |
| 9            | 9         | St. Joan                          | Martha Mitchell            | Randy Anderson    | 21. listopadu 2003 | 108           |
| 10           | 10        | Drive, He Said                    | Ron Lagomarsino            | Tom Garrigus      | 5. prosince 2003   | 109           |
| 11           | 11        | The Uncertainty Principle         | Helen Shaver               | Joy Gregory       | 12. prosince 2003  | 110           |
| 12           | 12        | Jump                              | Timothy Busfield           | Hart Hanson       | 9. ledna 2004      | 111           |
| 13           | 13        | Recreation                        | Elodie Keene               | Barbara Hall      | 16. ledna 2004     | 112           |
| 14           | 14        | State of Grace                    | Steve Gomer                | Joshua Ravetch    | 6. února 2004      | 113           |
| 15           | 15        | Night Without Stars               | Kevin Dowling              | David Grae        | 13. února 2004     | 115           |
| 16           | 16        | Double Dutch                      | Alan Myerson               | Tom Garrigus      | 20. února 2004     | 116           |
| 17           | 17        | No Bad Guy                        | James Hayman               | Sibyl Gardner     | 27. února 2004     | 114           |
| 18           | 18        | Requiem for a Third Grade Ashtray | Kevin Dowling              | Joy Gregory       | 12. března 2004    | 117           |
| 19           | 19        | Do the Math                       | Rob Morrow                 | Antoinette Stella | 2. dubna 2004      | 118           |
| 20           | 20        | Anonymous                         | Steve Gomer                | David Grae        | 30. dubna 2004     | 119           |
| 21           | 21        | Vanity, Thy Name Is Human         | Jerry Levine               | Robert Girardi    | 7. května 2004     | 120           |
| 22           | 22        | The Gift                          | Martha Mitchell            | Stephen Nathan    | 14. května 2004    | 121           |
| 23           | 23        | Silence                           | James Hayman               | Barbara Hall      | 21. května 2004    | 122           |

### Druhá řada (2004–2005)
| Č. v seriálu | Č. v řadě | Název                           | Režie           | Scénář                                                      | Datum premiéry     | Produkční kód |
| ------------ | --------- | ------------------------------- | --------------- | ----------------------------------------------------------- | ------------------ | ------------- |
| 24           | 1         | Only Connect                    | James Hayman    | Barbara Hall                                                | 24. září 2004      | 201           |
| 25           | 2         | Out of Sight                    | Rob Morrow      | Stephen Nathan                                              | 1. října 2004      | 202           |
| 26           | 3         | Back to the Garden              | Kevin Dowling   | Joy Gregory                                                 | 8. října 2004      | 203           |
| 27           | 4         | The Cat                         | Steve Gomer     | David Grae                                                  | 15. října 2004     | 204           |
| 28           | 5         | The Election                    | Rob Morrow      | Ellie Herman                                                | 22. října 2004     | 205           |
| 29           | 6         | Wealth of Nations               | Kevin Dowling   | Tom Garrigus                                                | 29. října 2004     | 206           |
| 30           | 7         | P.O.V.                          | Graeme Clifford | Lindsay Sturman                                             | 5. listopadu 2004  | 207           |
| 31           | 8         | Friday Night                    | Elodie Keene    | Stephen Nathan                                              | 12. listopadu 2004 | 208           |
| 32           | 9         | No Future                       | James Hayman    | Barbara Hall                                                | 19. listopadu 2004 | 209           |
| 33           | 10        | The Book of Questions           | Steve Gomer     | Ellie Herman                                                | 26. listopadu 2004 | 210           |
| 34           | 11        | Dive                            | Martha Mitchell | David Grae                                                  | 10. prosince 2004  | 211           |
| 35           | 12        | Game Theory                     | Gloria Muzio    | Tom Garrigus                                                | 7. ledna 2005      | 212           |
| 36           | 13        | Queen of the Zombies            | Graeme Clifford | Joy Gregory                                                 | 14. ledna 2005     | 213           |
| 37           | 14        | The Rise & Fall of Joan Girardi | Martha Mitchell | Lindsay Sturman                                             | 28. ledna 2005     | 214           |
| 38           | 15        | Romancing the Joan              | Joanna Kerns    | Barbara Hall                                                | 11. února 2005     | 215           |
| 39           | 16        | Independence Day                | James Hayman    | Ellie Herman a Stephen Nathan                               | 18. února 2005     | 216           |
| 40           | 17        | Shadows and Light               | Kevin Dowling   | Tom Garrigus a David Grae                                   | 25. února 2005     | 217           |
| 41           | 18        | Secret Service                  | Michael Fresco  | námět: Ben Eicher scénář: Joy Gregory a Lindsay Sturman     | 4. března 2005     | 218           |
| 42           | 19        | Trial and Error                 | Neal Israel     | námět: Matthew Donlan a Jeremy Martin scénář: Marc Flanagan | 1. dubna 2005      | 219           |
| 43           | 20        | Spring Cleaning                 | Bethany Rooney  | Lyla Oliver                                                 | 8. dubna 2005      | 220           |
| 44           | 21        | Common Thread                   | Elodie Keene    | Stephen Nathan                                              | 15. dubna 2005     | 221           |
| 45           | 22        | Something Wicked This Way Comes | James Hayman    | Barbara Hall                                                | 22. dubna 2005     | 222           |